# Thalie de Molènes
 (décembre 2021).
Si vous disposez d'ouvrages ou d'articles de référence ou si vous connaissez des sites web de qualité traitant du thème abordé ici, merci de compléter l'article en donnant les références utiles à sa vérifiabilité et en les liant à la section « Notes et références ».
Thalie de Molènes, née le 16 novembre 1931 à Paris, est une auteure de romans et de nouvelles.

## Biographie
Thalie de Molènes, née d'un père avocat et député socialiste de la Dordogne, Marc de Molènes, et d’une mère qui a été une des premières femmes au Barreau de Paris, est âgée de trois ans à la mort de son père. De 1939 à 1945, sa mère a quitté Paris pour la Dordogne où elle aide le maquis. L’un de ses cousins rejoint comme pilote la France libre. La guerre, l’occupation allemande, la Résistance forment l’enseignement principal qu’elle a reçu alors mais la rendront difficilement adaptable au système scolaire.
Elle se marie à dix-huit ans, voyage autour du monde[réf. nécessaire] et publie ses premiers romans pour la jeunesse. Elle collabore aux émissions radiophoniques Jeunesse oblige, Interdit aux plus de seize ans, Premières répliques puis écrit plusieurs pièces radiophoniques pour le théâtre de l’Étrange (dont Vol 270 en 1967).
À partir de 1968, elle produit des émissions pour la jeunesse sur les chaînes de l’Outre-mer (Jeunesse d'abord en 1970), un feuilleton, des reportages. Puis elle devient rédactrice de la revue Jeunes Années et Jeunes Années magazine. Elle publie alors de nombreux romans pour la jeunesse ayant pour toile de fond le Périgord, édités par Castor Poche Flammarion. À partir des années 2000, elle se consacre à l’écriture de romans et de nouvelles.
Depuis les années 1980, elle est revenue vivre en Dordogne, à Plazac, dans le village où elle a passé une partie de ses vacances entre 1939 et 1945, et où la bibliothèque municipale porte son nom.

## Œuvres
- François et la petite Tahitienne, Hachette, 1956
- Le Lagon aux perles, Hachette, 1959
- Cent Amis pour Matilda, Hachette, 1966
- Poursuite à Venise, Hachette, 1968
- Je m’appelle Arokkiamari, Éditions de La Farandole, 1980
- Ricou et la rivière, Flammarion Père Castor, 1983
- La Galopeuse de lune, Flammarion Père Castor, 1984
- Tout feu tout flamme, Flammarion Père Castor, 1986
- Nous de Peyrac en Périgord, Flammarion Père Castor, 1987
- Mélodine et le clochard, Flammarion Père Castor, 1988
- Le Chevalier du vent, les Tibeyrant, Flammarion Père Castor, 1995
- La Révolte des Jeanne, Flammarion Père Castor, 1996
- Un Périgourdin aux Indes, les Tibeyrant, Flammarion Père Castor, 1997
- Les Moissonneurs de gloire, les Tibeyrant, Flammarion Père Castor, 1998
- Contes de la forêt Barrade en Périgord, Flammarion Père Castor, 1998
- 17 contes du bouddhisme, Père Castor, 2000
- Le Bahau, Éditions Fanlac, 2003. Prix Marguerite Audoux
- L’Inlassable course des rivières vers la mer, Éditions Fanlac, 2006
- Lune noire, Éditions Fanlac, 2006
- La Guerre comme des anges, Éditions Fanlac, 2008
- La Guerre comme des hommes, Éditions Fanlac, 2009
- La Guerre comme des démons, Éditions Fanlac, 2011
- 31 Contes du Bouddhisme, Éditions Fanlac, 2016
- Cahier de l'oubli, Éditions Fanlac, 2021

## Distinctions
- Chevalier de l'ordre national du Mérite par décret du 21 mai 2021[4]